# Marie-Louise Giraud
Marie-Louise Giraud (* 17. November 1903 als Marie-Louise Lempérière in Barneville; † 30. Juli 1943 in Paris) war eine von zwei Personen, die während des Zweiten Weltkriegs in Frankreich wegen der Durchführung von illegalen Schwangerschaftsabbrüchen (Engelmacher) hingerichtet wurden.

## Leben
Als Jugendliche wurde sie wegen Diebstahls und Betrugs zu zwei Monaten Haft verurteilt. Danach war sie als Hausangestellte bzw. Putzfrau und Wäscherin tätig. In den 1930er Jahren heiratete sie Paul Giraud, von Beruf Seemann. Sie hatten zwei Kinder. In den 1940er Jahren vermietete sie Zimmer an Prostituierte.

## Hintergrund
Das Vichy-Regime erklärte durch Gesetz vom 15. Februar 1942 den Schwangerschaftsabbruch zum „Verbrechen gegen die Staatssicherheit“ und setzte für Personen, die Abbrüche an Schwangeren vornahmen (nicht für die Schwangeren selbst) die Todesstrafe fest. Zuvor waren durch Gesetz von 1923 solche Personen, die einen Abbruch an einer Schwangeren vornahmen, lediglich mit Gefängnis von einem Jahr bis fünf Jahre bedroht, während die Schwangeren selbst sechs Monate bis zwei Jahre riskierten.

## Gerichtsverfahren
Da es sich offiziell um ein Delikt gegen den Staat handelte, wurde Marie-Louise Giraud in Paris vor ein außerordentliches Gericht gestellt, gegen dessen Entscheidung keine Revision möglich war. Es konnte ihr nachgewiesen werden, an 26 Frauen aus Cherbourg und Umgebung gegen Entgelt die Schwangerschaft abgebrochen zu haben. Eine der Frauen starb an einer Sepsis. Am 8. Juni 1943 erfolgte das Todesurteil. Staatschef Philippe Pétain lehnte eine Begnadigung ab. Am 30. Juli 1943 wurde Marie-Louise Giraud im Gefängnis La Roquette in Paris von Scharfrichter Jules-Henri Desfourneaux durch die Guillotine enthauptet.
Die Komplizen – sie vermittelten die Schwangeren – Eulalie Hélène, Jeanne Truffet und Augustine Baroche, eine Wahrsagerin, wurden mit einer Geldstrafe und fünf, acht bzw. zehn Jahren Zwangsarbeit belegt.

## Spätere Entwicklung
Nach Giraud wurde noch ein Mann, Désiré Piogé, am 22. Oktober 1943 wegen Durchführung von drei Schwangerschaftsabbrüchen hingerichtet. Nach der Libération wurde das Gesetz ebenso wie alle anderen Verwaltungsakte des Vichy-Regimes für nichtig erklärt.

## Rezeption
Claude Chabrol legte den Fall Giraud seinem Film Eine Frauensache von 1988 zugrunde. Die Protagonistin heißt hier „Marie Latour“ und wird von Isabelle Huppert gespielt.